# Monio gymnasium och kulturhus
Monio gymnasium och kulturhus (finska: Lukio ja kulttuuritalo Monio) är en kombinerad skol- och kulturbyggnad i centralorten Skavaböle i Tusby kommun, omkring 25 kilometer norr om Helsingfors i Finland.
Monio gymnasium och kulturhus ritates av AOR Architects och byggdes 2021–2023. Det inrymmer Tusby gymnasium, Tusbys vuxenutbildning, Tusby bildkonstskola, Keskinen Uudenmaa musikskola och Tusby kommuns kulturförvaltning. 
Det har en total yta på 8.773 m2 och var därmed en av de största träbyggnaderna i Finland, när det byggdes. 
Byggnadskomplexet ligger på tidigare militär mark och på platsen har också bevarats timmerhuset Byggnad 10 och ett tidigare magasin i tegel. De nya byggnaderna är tre trevåningsbyggnader. Byggnaderna bildar en fyrkantig gård.
Monio fick Årets träpris 2023.